# Aglaia bullata
Aglaia bullata är en tvåhjärtbladig växtart som beskrevs av Pannell. Aglaia bullata ingår i släktet Aglaia och familjen Meliaceae. Inga underarter finns listade i Catalogue of Life.